# Joširó Morijama
Joširó Morijama (* 19. listopad 1967) je bývalý japonský fotbalista.

## Klubová kariéra
Hrával za Sanfrecce Hiroshima, Yokohama Flügels, Júbilo Iwata, Bellmare Hiratsuka.

## Reprezentační kariéra
Joširó Morijama odehrál za japonský národní tým v roce 1994 celkem 7 reprezentačních utkání.

## Statistiky
| Japonsko | Japonsko | Japonsko |
| Roky     | Záp.     | Góly     |
| -------- | -------- | -------- |
| 1994     | 7        | 0        |
| Celkem   | 7        | 0        |